# 3LCD

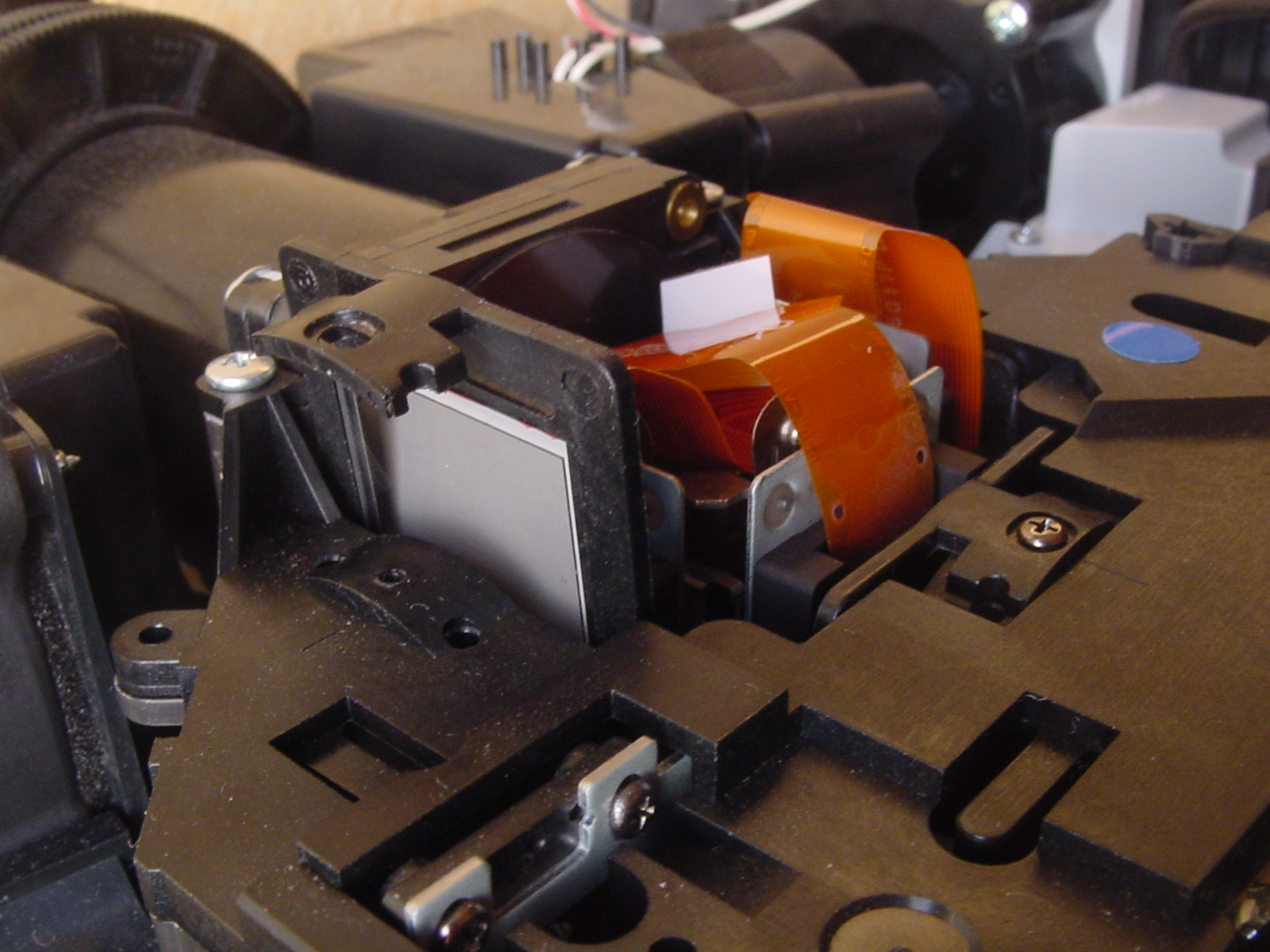
Proyector 3LCD típicos (RGB) mostrando polarizadores separados

3LCD es el nombre y marca de un sistema de proyección LCD, una importante tecnología de generación de imágenes de color que se utiliza en algunos proyectores digitales modernos. La tecnología de 3LCD fue desarrollada y puesta a punto por la empresa japonesa  Epson en la década de 1980 y fue autorizada por primera vez para su uso en proyectores el 1988. En enero de 1989, Epson lanzó su primer proyector 3LCD, el VPJ-700.  
A pesar de que Epson todavía posee la tecnología 3LCD, se comercializa a través de una filial suya bautizada con el nombre de la tecnología:"3LCD". La organización es un consorcio de fabricantes de proyectores que tienen la tecnología 3LCD con licencia para ser utilizada en sus productos. Hasta la fecha, cerca de 40 marcas diferentes de proyectores en todo el mundo han adoptado la tecnología 3LCD.
Según empresa de investigación sobre industrias de electrónicas, Pacific Media Associates, al 2009 el número de proyectores con tecnología 3LCD alcanzaba aproximadamente el 51% del mercado de proyectores digitales del mundo .
La tecnología 3LCD debe de su nombre a los tres paneles LCD utilizados en su motor de generación de imagen.

## Cómo funciona la tecnología 3LCD
Creación de colores a partir de luz blanca
Un proyector con tecnología 3LCD funciona dividiendo primero la luz blanca en sus tres colores primarios: rojo, verde y azul haciendo pasar el haz de luz a través de unos conjuntos "filtro dicroico/reflector" llamados “espejos dicroicos”. Cada espejo dicroico solo permite pasen a través suyo unas longitudes de ola determinadas mientras refleja el resto. De este modo, la luz blanca se divide en los tres fajos de los colores primarios y a continuación cada uno pasa a través de su panel LCD correspondiente.
Generación de imagen en los LCDs
Los tres paneles LCD del proyector son los elementos que reciben las señales electrónicas para crear la imagen que se tiene que proyectar. Cada píxel en un panel LCD está cubierto por cristales líquidos. Al cambiar la carga eléctrica aplicada a los cristales líquidos, cada píxel de un panel LCD puede ser oscurecido hasta quedar totalmente opaco (negro absoluto), decolorat hasta ser totalmente transparente (permitiendo pasar la totalidad de la luz para generar un blanco total) o bien sombreado en diferentes grados de translucidesa (por los diferentes tonos de gris). Este tercer caso es similar a como los dígitos de un reloj digital aparecen de un negro fuerte cuando la pila es nueva, pero empiezan a destenyir-se gradualmente a medida que la batería se debilita. De este modo, el nivel de brillantez de cada píxel para cada color primario se puede controlar de manera muy precisa hasta darle el color y nivel de brillantez específicos que son necesarios para poder formar la imagen. 
Recombinación de los tres colores y proyección
Finalmente, los haces de luz de cada color se filtra a través de su panel LCD individual (que la modulará), y entonces los fajos se recombinen en un prisma dicroico que forma la imagen final, que se refleja hacia fuera, a través del objetivo del proyector.

## Competencia
A nivel de 2009, los principales competidores de la tecnología  3LCD eran la tecnología DLP de un solo chip  (desarrollada por Texas Instrumentos) y en menor extensión, la tecnología de proyección LCOS.